# Dewan Bahasa dan Pustaka

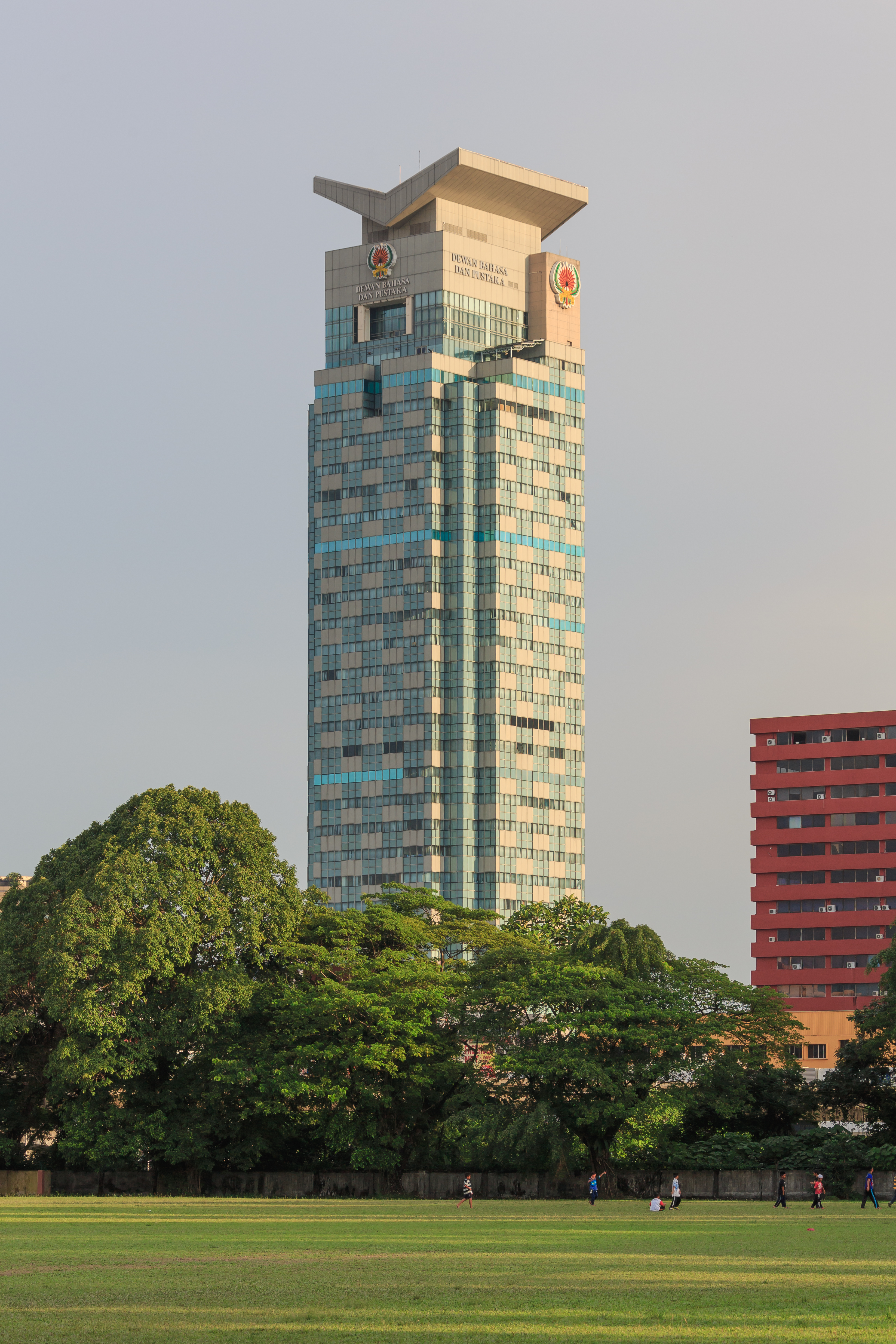
Neuer Büroturm des Dewan Bahasa dan Pustaka

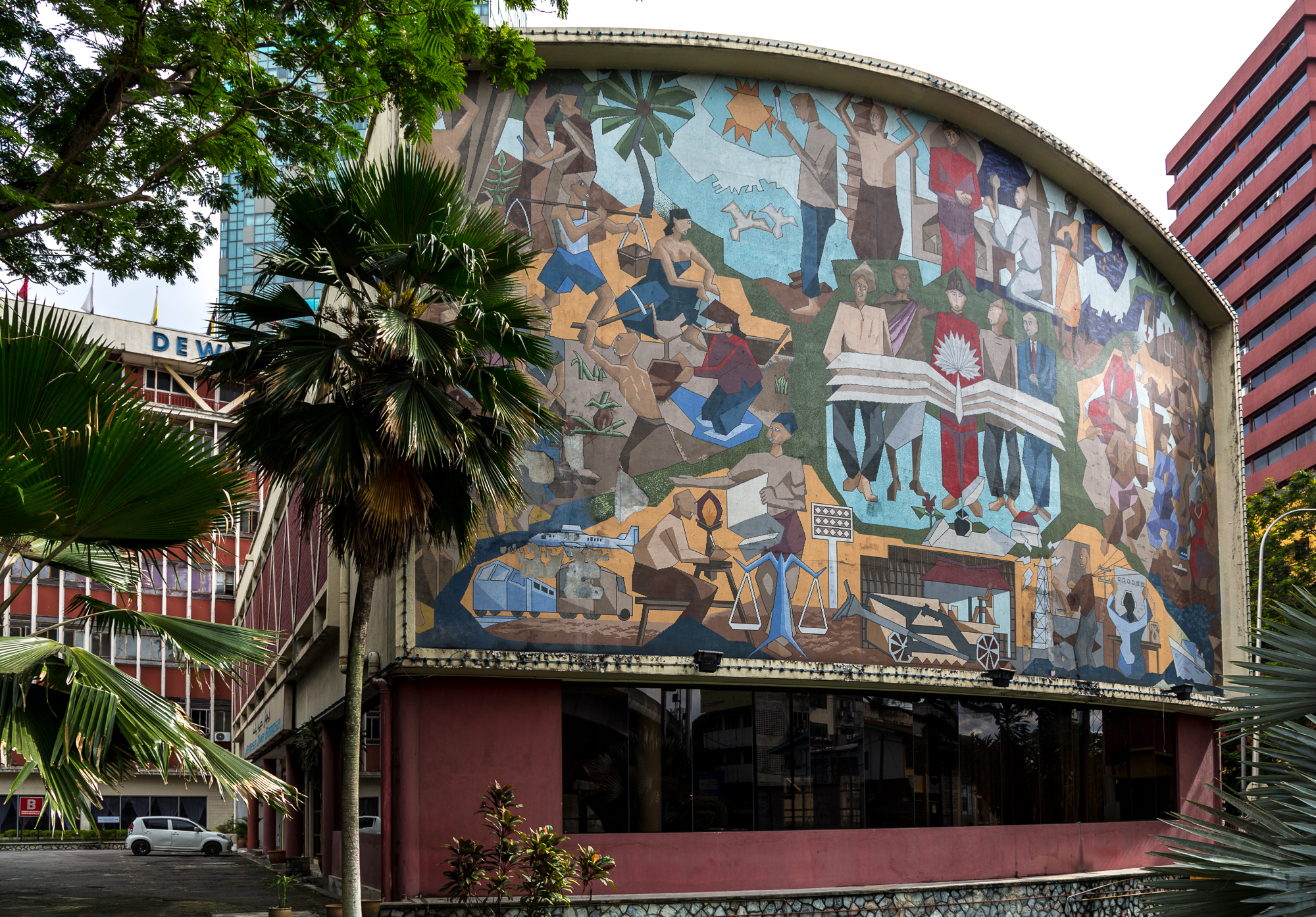
Auditorium im alten Bürotrakt

Dewan Bahasa dan Pustaka (DBP) (mal. für Institut für Sprache und Literatur) oder  (Jawi) ديوان بهاس دان ڤوستاك ist eine staatliche Einrichtung in Malaysia, die den Gebrauch der Malaysischen Sprache koordiniert.

## Geschichte
Am 22. Juni 1956 wurde die Balai Pustaka in Johor Bahru gegründet. Die gesamte Institution wurde unter die Aufsicht des Ministry of Education, das malaysische Unterrichtsministerium, gestellt.
Während des dritten malaiischen Kongresses für Literatur und Sprache Kongres Bahasa dan Persuratan Melayu III, der zwischen dem 16. und 21. September 1956 sowohl in Singapur als auch Johor Bahru abgehalten wurden, wurde das Balai Pustaka in die heutige Bezeichnung umbenannt. Der Aufbau der Institution geschah im Wesentlichen unter der Leitung von Professor Ungku Abdul Aziz Ungku Abdul Hamid.
1957 wurde die DBP von Johor Bahru nach Kuala Lumpur verlegt. Die Verordnung Ordinan Dewan Bahasa dan Pustaka 1959 bescherte DBP eine eigene Satzung und einen Verwaltungsrat. Außerdem hatte das DBP nun die Befugnis, Regelungen hinsichtlich der malaysischen Sprache aufzustellen und war verantwortlich für deren Verbreitung. Die Institution war nun auch berechtigt, verlegerisch tätig zu werden.
Am 31. Januar 1962 zog das DBP in ein eigenes Gebäude an der Jalan Lapangan Terbang Lama (der heutigen Jalan Dewan Bahasa). 1963 eröffnete es eine Dienststelle in Brunei. Zwei weitere Dienststellen in Kota Kinabalu und Kuching folgten 1977. Die Dienststelle Bukit Mertajam wurde 1999 eröffnet, Kota Bahru ebenfalls 1999 und Johor Bahru im Jahr 2003.
Die Institution, die 2006 ihren 50 Jahrestag feierte, brachte eine Vielzahl talentierte Autoren hervor. Zu den bekanntesten Romanschreibern des DBP gehören Siti Habsah Abdullah, Malardevi Margamuthu und Syed Satahkatulah Bin Mohamed Kalik.

## Wörterbuch und andere Publikationen
DBP ist die Herausgeberin des Kamus Dewan, dem Standardlexikon der malaysischen Nationalsprache. Das Wörterbuch ist nicht nur deskriptiv, sondern auch normativ, da es die Wandlung repräsentiert, der die malaysische Sprache durch die Anpassung an die Herausforderungen durch Technik und Wissenschaft unterliegt. Insofern kann die Rolle der Institution durchaus mit entsprechenden Institutionen anderer Länder, wie etwa der Académie Française verglichen werden.
Die verlegerische Rolle des DBP äußert sich in der Herausgabe vieler Bücher, hauptsächlich Arbeits- und Übungshefte und Romane.

## Sejarah Melayu
Das Institut verwahrt auch die beiden historischen Manuskripte Sejarah Melayu, die 1512 geschrieben wurden und in romantisierender Form die Geschichte der malaiischen Sultanate im 15. und frühen 16. Jahrhundert beschreiben. Die Manuskripte werden als die herausragenden Zeugnisse der historischen malaiischen Literatur betrachtet und gehören seit 2001 als registriertes Kulturgut der UNESCO zum „Gedächtnis der Welt“.

## Weblinks

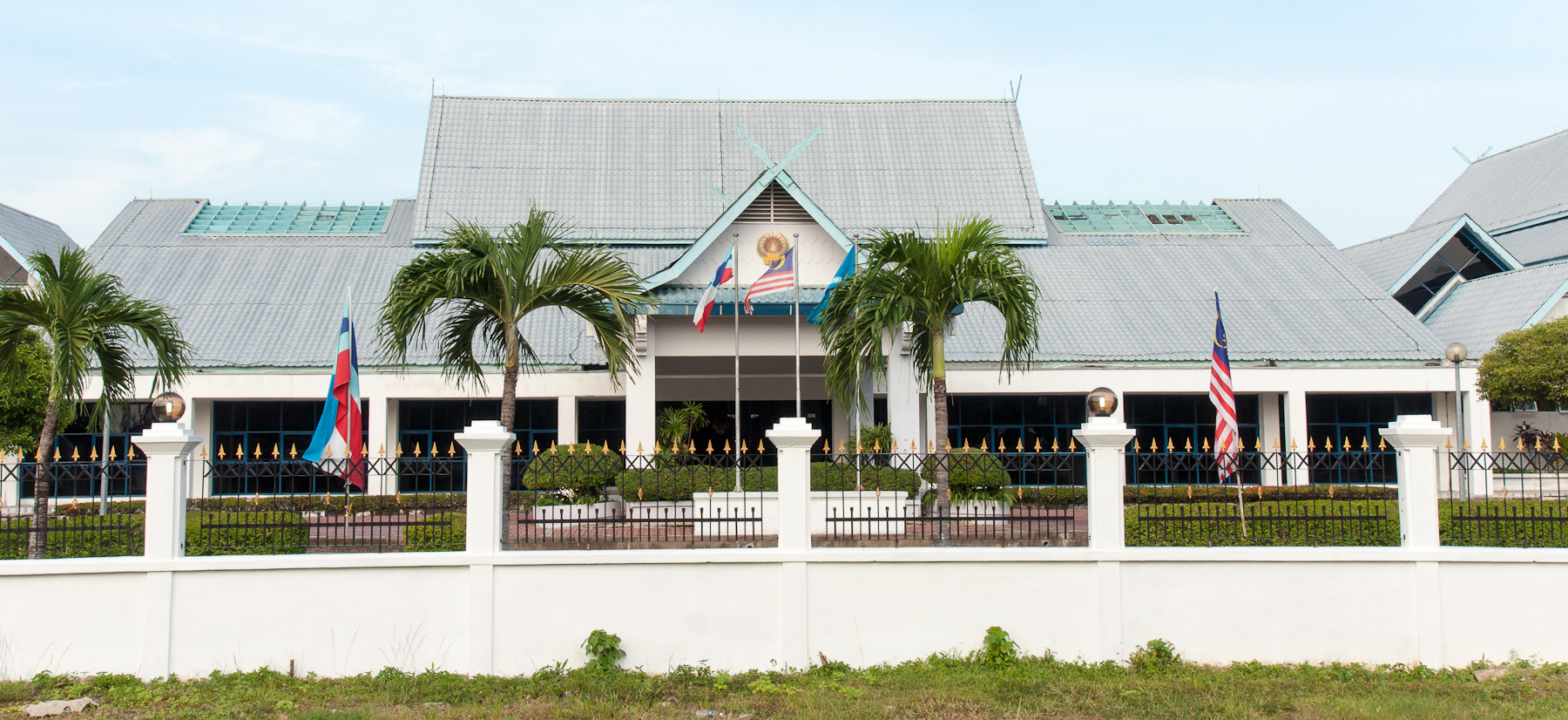
Zweigstelle des DBP in Kota Kinabalu